# Michel Polac
Pour les articles homonymes, voir Polac.
Cet article possède des paronymes, voir Michel Polak, Michel Polacco et Michael Pollak.
Michel Polac, né le 10 avril 1930 à Paris et mort le 7 août 2012 dans la même ville, est un journaliste français de presse écrite, de radio et de télévision, également producteur de télévision, écrivain, critique littéraire et réalisateur.

## Biographie

### Famille
Né le 10 avril 1930 dans une famille de la bourgeoisie parisienne,, Michel Polac est le fils d'un ancien combattant de la Première Guerre mondiale, juif et pétainiste, mort en déportation à Auschwitz pendant la Seconde Guerre mondiale, et dont il n'apprend les conditions de la disparition que cinquante ans plus tard,.
Neveu de Clara Goldschmidt, femme d'André Malraux, Michel Polac épouse une héritière de la dynastie Kadjar, de dix ans son aînée, qu'il quitte après quelques semaines. Il se marie ensuite avec Dominique, journaliste du magazine Vogue. Il se sépare d'elle quelques années plus tard après avoir eu avec elle une fille, Juliette. Enfin, il épouse Nadia.

### Carrière
En 1947, âgé de 17 ans, il est repéré par Jean Tardieu et intègre le Club d'essai, « laboratoire expérimental » de la RDF : « J'étais encore lycéen à Janson de Sailly, raconte Michel Polac, j'animais, avec des camarades, un journal lycéen fait de bric et de broc, Entre nous, que nous diffusions dans tous les lycées de Paris ».
Il multiplie par la suite les petits boulots. Ouvrier dans une usine de serrures frigorifiques à Saint-Ouen-sur-Seine, agent d'assurances au porte-à-porte, mousse sur un bateau de pêche à Cassis, il propose à Jean Tardieu, en 1951, Entrée des auteurs, émission visant à repérer les nouveaux talents du théâtre.
En 1953 il devient critique littéraire au journal Arts, où il officie jusqu'en 1964, puis il intègre la rédaction de L'Express.
En 1955, à la demande de Jean Tardieu, il crée et anime Le Masque et la Plume avec François-Régis Bastide, magazine public des lettres et du théâtre, lancé le dimanche 13 novembre 1955, émission encore diffusée sur France Inter.
En 1956, il publie son premier roman, La Vie incertaine, sous le parrainage de Jean Paulhan et d'Albert Camus. Ce dernier déclare : « L'auteur est à suivre de près : il est intelligent, direct et parfois émouvant.»
Dans les années 1966 à 1970 il participe à l'émission Dim, Dam, Dom et Bibliothèque de poche, émission consacrée au livre de poche réalisée par Yannick Bellon. En 1969 il présente un documentaire consacré à Louis-Ferdinand Céline : D'un Céline l'autre. En 1970 il obtient le Prix Georges Sadoul pour son film Un fils unique.
Au début de l'année 1970 France Inter s'apprête à remplacer Le Masque et la plume, mais renonce devant la colère des auditeurs. Un différend entre Georges Charensol et Polac pousse ce dernier à quitter l'émission en mai 1970. Il anime alors Post-scriptum, qu'il est également contraint d'arrêter en 1971 pour avoir abordé le thème de l'inceste, à propos du film de Louis Malle, Le Souffle au cœur. Il est remplacé par Italiques, produit et animé par Marc Gilbert. Il devient également producteur de télévision, surtout d'émissions et de documentaires littéraires. Il obtient le Grand Prix du Festival de Biarritz en 1975 pour Question de confiance.
Après dix ans d'absence télévisuelle comme animateur, il revient à la télévision et présente l'émission Droit de réponse (1981), sur TF1 à 20h30 puis 22h30, dont la première est diffusée le 12 décembre 1981. Cette émission est vite connue pour le caractère imprévisible des débats qu'elle accueille et qui se traduisent par de nombreux incidents entre invités. Le 230e et dernier numéro de Droit de réponse est diffusé le 19 septembre 1987, peu de temps après la privatisation de TF1 et son rachat par Bouygues : la fin de l'émission est causée par la diffusion en direct d'un dessin satirique de Wiaz, qui détourne le slogan de la maison-mère en représentant Francis Bouygues s'écriant : « Une maison de maçon.. un pont de maçon.. une télé de m...! » en référence au pont de l'Île de Ré construit par Bouygues.
En mars 1986 il présente son livre Mes dossiers sont les vôtres dans l'émission de Bernard Pivot aux côtés d'Yves Mourousi, Henry Chapier et José Frèches. Le 16 juin 1986 Jérôme Garcin lui consacre un numéro de son émission Boîte aux lettres, diffusée sur FR3.
En 1987 il fait son entrée à L’Événement du jeudi où il tient une chronique littéraire.
De 1988 à 1989 il anime sur M6 Libre et change, une émission littéraire. Il annonce ensuite vouloir prendre sa retraite et mettre fin à sa carrière à la télévision.
Au début des années 1990 Michel Polac participe, notamment en tant que présentateur, à de nombreux documentaires réalisés par le Centre de recherche et d’information pour le développement. Il présente également Trois minutes pour faire lire sur Antenne 2, puis en 1992 il revient dans une émission de débat à 22h30 sur Arte et l'année suivante dans l'émission Y'a débat sur MCM.
En mai 1994, à l'occasion des élections européennes, il participe à la constitution de la liste « L'Europe commence à Sarajevo » pour contraindre les partis politiques à prendre en compte la situation dans les Balkans.
En 1996 il anime une chronique consacrée aux écrivains voyageurs sur la chaîne Voyage.
En 1997 il intègre la rédaction de Charlie Hebdo en tant que chroniqueur littéraire.
En janvier 1999 il signe, ainsi que 131 autres personnalités tels Gilles Perrault, Pierre Bourdieu ou Hubert Reeves, un appel pour le droit de mourir dans la dignité qui sera publié par France-Soir : « Mourir digne, cela me semble juste. Je ne supporterais pas de partir réduit. Le souvenir que l'on laisse, c'est son empreinte. Un homme a le droit de vouloir laisser une empreinte digne. » La même année il anime une émission hebdomadaire sur France Inter, Intemporel.
Au début des années 2000 il est chroniqueur dans Field dans ta chambre puis dans Ça balance à Paris, sur Paris Première.
À partir du 16 septembre 2006 Michel Polac est chroniqueur de télévision en binôme avec Éric Zemmour dans l'émission On n'est pas couché de Laurent Ruquier sur France 2, ce qui marque son grand retour sur une chaîne hertzienne. Pour des raisons de santé, il doit quitter l'émission et est remplacé le 9 juin 2007 par Éric Naulleau.

#### Animateur de télévision
- 1966-1970 : Bibliothèque de poche (Première chaîne de l'ORTF) (Deuxième chaîne de l’ORTF)
- 1970-1971 : Post-scriptum (Deuxième chaîne de l’ORTF)
- 1981-1987 : Droit de réponse (TF1)
- 1988-1989 : Libre et change (M6)
- 1991 : Trois minutes pour faire lire (Antenne 2)

### Mort
Michel Polac meurt le 7 août 2012,, « d'épuisement, après plusieurs maladies » dans le 5e arrondissement de Paris. Quelques années avant sa mort, il rédige lui-même son épitaphe : « Touche-à-tout, il a fini par toucher terre. » Le 10 août 2012 il est inhumé à Cabrerolles, dans l'Hérault. De nombreuses personnalités lui rendent hommage dont Guy Bedos, Jean-François Kahn, Éric Naulleau, Bernard Pivot, Laurent Ruquier, Éric Zemmour, Audrey Pulvar, Anne Sinclair et Michèle Rivasi,.

## Polémiques
Le 11 mai 1973, Michel Polac participe à l'émission Italiques, en tant qu'invité, pour présenter l'ethnologue américain Carlos Castaneda, dont la véracité des écrits sera remise en cause. Raphaël Sorin, présent à l'époque sur le plateau, dénonce aujourd'hui ce qu'il apparente à une imposture.
En juin 2000, Michel Polac est invité de l'émission Ripostes, animée sur France 5 par Serge Moati, à l'occasion d'un numéro dont le thème est « Peut-on tout dire dans un journal intime ? ». Sur le plateau, son débat avec un autre invité, l'écrivain Marc-Édouard Nabe, tourne à l'échange d'insultes. Polac obtient ensuite, en menaçant de porter plainte, que la chaîne annule la diffusion de l'émission. Selon France 5, les propos tenus ne sont pas diffusables « à une heure de grande écoute ». Nabe affirme que Polac a fait censurer l'émission parce qu'un extrait du journal de ce dernier, dans lequel il raconte avoir commis un jour une agression sexuelle sur un enfant, a été lu à l'antenne. Polac déclare pour sa part que l'incident a éclaté après qu'il a tenté de citer des écrits antisémites de Nabe et qu'il s'est opposé à la diffusion de l'émission, France 5 refusant de lui en laisser visionner le montage.
La polémique sur cet épisode raconté dans son livre par Michel Polac est ensuite relancée par Daniela Lumbroso lorsque celle-ci, dans une émission littéraire sur LCI, cite le même extrait du journal intime dont elle souligne le caractère pédophile. Le 27 avril 2007, Michel Polac et Daniela Lumbroso sont tous deux invités dans l'émission On n'est pas couché, animée par Laurent Ruquier. Polac s'en prend alors à la journaliste pour avoir cité cet extrait de son journal, et présente cet épisode avec l'enfant comme un moment d'égarement. Daniela Lumbroso maintient quant à elle son jugement et commente : « [Polac] cherche l'absolution. Il voudrait qu'on lui dise que ce n'est pas grave », ajoutant qu'il ne faudra pas compter sur elle pour cela,. À sa mort, L'Humanité écrit qu'à la suite de cette affaire Michel Polac a eu, dans les dernières années de sa carrière, « du mal à trouver sa place dans le nouveau paysage audiovisuel ».

## Publications

### Ouvrages
- La Vie incertaine, roman, Gallimard, 1956 ; rééd. Neige/Ginkgo éditeur, 2007
- Dictionnaire des Pataquès, illustrations de M. Henry, Le Seuil, 1964
- Maman, pourquoi m'as-tu laissé tomber de ton ventre ?, roman, Flammarion, 1969 ; rééd. Flammarion, 2000
- Un fils unique, scénario, L'Avant-Scène, 1970
- Ça ne peut pas durer, essai, Julliard, 1972
- Le Grand Mégalo ou la vie pour rien, roman, Stock, 1975
- Le QI ou le roman d'un surdoué, roman, Belfond, 1978
- Les Revues de presse de « Droit de réponse », document, Mengès, 1983
- Hors de soi, roman, Barrault, 1985 ; rééd. PUF, 2001
- Mes Dossiers sont les vôtres, essai, Balland, 1986
- Droit de se taire, essai, avec Franck Tenaille, Robert Laffont, 1987
- L'Instant d'après, textes sur photos de Charles Camberoque, Ville de Béziers, 1992
- La Luxure. Fragments d'un autoportrait en luxurieux, autobiographie érotique, Textuel, 1999
- Journal 1980-1998, journal intime, PUF, 2000
- Franchise postale, échange épistolaire, PUF, 2003
- Mettez un livre dans mon cercueil, chroniques, PUF, 2014

### Autres
- Préface à Ce que je fus de Panaït Istrati, Association des amis de Panaït Istrati, 1991
- Préface à Fatras de Tomi Ungerer, éd. Vents d'Ouest, 1991
- Postface à J'accuse...! d'Émile Zola, Mille et une nuits, 1993
- « Toujours démentir ! », Faces, facettes et grimaces de Witold Gombrowicz, éd. Neige, 2004
- Préface à Cabu, reporter dessinateur, éd. Vents d'Ouest, 2008

## Filmographie

### Réalisateur

#### Cinéma
- 1969 : Un fils unique
- 1971 : Ça ne peut plus durer
- 1973 : La Chute d'un corps
- 1975 : Question de confiance
- 1976 : Les Conquérants de l'inutile

#### Télévision
- 1971 : Demain, la fin du Monde
- 1975 : Monsieur Jadis
- 1977 : Un comique né
- 1979 : L'Homme sandwich
- 1980 : La Sourde oreille
- 1981 : Le Beau monde

#### Vidéo
- 1991 : La Chute d'un corps
- 1998 : Fragment d'un autoportrait en vieil ours[44]

### Acteur
- 1984 : Hélas, Alice est lasse de Bernard Queysanne
- 1997 : Post coitum, animal triste de Brigitte Roüan
- 2005 : Imposture de Patrick Bouchitey (le président du prix littéraire)

## Distinctions
- Prix Georges Sadoul (1970)
- Grand prix du festival de Biarritz (1975)